# Janey Godley
Janey Godley, född 20 januari 1961 i Campsie, East Dunbartonshire, död 2 november 2024 i Glasgow, var en brittisk (skotsk) ståuppkomiker, skådespelare och författare.
Hon utkom 2005 med självbiografin Handstands in the Dark som handlar om arbetarklassen i Glasgow 1961–1994. Hon utsattes för sexuella övergrepp då hon var mellan fem och tretton år, hennes mor blev mördad och hon gifte sig med en gangster.